# Nieva, nieva
„Nieva, Nieva” este un cântec al interpretei mexicane Paulina Rubio. Acesta fost compus de C. Sánchez și Cesar Valle pentru cel de-al doilea material discografic de studio al artistei, 24 Kilates. „Nieva, Nieva” a fost lansat ca primul disc single al materialului la sfârșitul anului 1993.
Cântecul a urcat până pe locul 1 în țara natală a lui Rubio, Mexic și a obținut poziția cu numărul 27 în Billboard Hot Latin Songs.

## Clasamente
| Clasament                 | Poziția maximă | Referință |
| ------------------------- | -------------- | --------- |
| Mexic Singles Chart       | 1              | [ 2 ]     |
| Billboard Hot Latin Songs | 27             | [ 3 ]     |